# Вітні Дженовей
Вітні Дженовей (англ. Whitney Genoway, 13 березня 1986) — канадська ватерполістка. Срібна медалістка Чемпіонату світу з водних видів спорту 2009 року.